# Крістіан Яак Петерсон
Крістіан Яак Петерсон (ест. Kristjan Jaak Peterson; 14 березня 1801 — 4 серпня 1821, Рига) — естонський поет, письменник і перекладач, він вважається одним із творців естонської національної літератури та засновником сучасної естонської поезії. Крім того, його день народження 14 березня в Естонії відзначається як День рідної мови.

## Біографія
Крістіан Якоб Петерсон народився 2 (14) березня 1801 в Ризі, Латвія. Він народився в родині священника родом з Вільяндіми. Його батько Яак Петерсон був дзвонарем і співочим естонської церковної громади в Ризі. У сім'ї він був третьою дитиною. З 1915 по 1918 навчався в Ризькій державній гімназії.
У 1819 році Крістіан пішки перейшов з Риги в Тарту і зміг успішно вступити в Тартуський університет. Кристіан Яак Петерсон вважається одним з перших етнічних естонців, які були прийняті до цього навчального закладу, в якому раніше навчалися переважно балтійські німці та росіяни.
Навесні 1820 року Крістіан Яак Петерсон зазнав серйозних матеріальних труднощів та страждав через серйозні проблеми зі здоров'ям, у зв'язку з чим змушений був залишити Тарту і повернутися до Риги, де він, через те, що володів кількома європейськими мовами на дуже високому рівні — почав заробляти перекладами. Також він давав приватні уроки лінгвістики. Письменник помер 4 серпня 1822 року від туберкульозу легенів у 21 рік і був похований на Покровському цвинтарі Риги.

## Творчість
Уже в старшій школі Крістіан почав писати вірші та викладати свої міркування в прозі. Однак, все це було опубліковано тільки після його смерті. Але при цьому, він публікував свої статті та переклади різних творів естонською мовою в журналі Йоганна Розенплантера «Beiträge zur genauern Kenntniss der ehstnischen Sprache». Крім того, їм було виконано переклад «Mythologia Fennica» — книги присвяченої фінської міфології, оригінал якої був написаний шведською мовою Крістфрідом Ганандером в 1789 році. Переклад знайшов велику кількість шанувальників як в Естонії, так і за її кордонами. І став джерелом натхнення для ранньої естонської літератури.
Крістіан Яак Петерсон збирав усі свої естонські вірші у дві невеликі книги, але до самої смерті так і не побачив їх публікації. Він завжди цінував національну особливість літератури та вважав можливим створення оригінальної естонської літератури. До наших днів збереглося всього 24 вірші Крістіана Петерсона. Основна частина яких складається з героїко-філософських од, які відрізняються високими й контрастними формулюваннями, а також з пасторалей з більш простим літературним темпом, які містять мотиви та форми естонської народної пісні.
Велика частина творів Петерсона була опублікована лише через сто років після його смерті. Проте, в 1823 році, через рік після його смерті було опубліковано 3 вірші німецькою мовою його авторства.

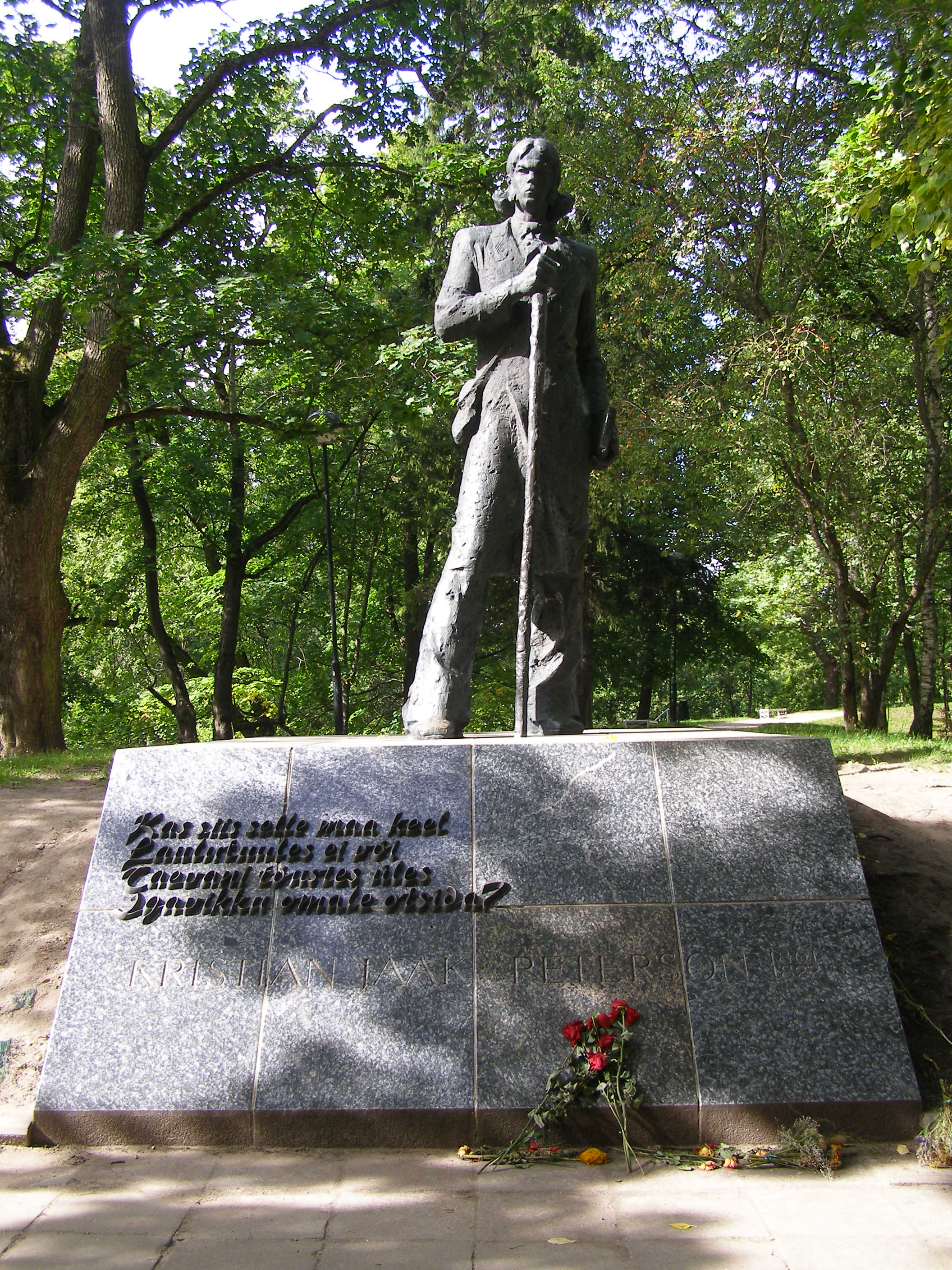
Статуя Крістіана Яака Петерсона у Тарту

За своєю природою Петерсон наслідував спосіб життя грецьких циніків і в більшості випадків одягався екстравагантно — включаючи у свій гардероб елементи традиційного естонського одягу. Бувши виключно талановитим в лінгвістичних предметах, він швидко отримав знання кількох мов, як древніх, так і сучасних, після чого написав філологічні трактати та спробував скласти таблицю шведської граматики. Петерсон говорив принаймні на 16 мовах, включаючи кілька східних. Рукописи Петерсона були знайдени лише в 1901 році, в архівах вченого естонського суспільства при Тартуському університеті Виллемом Рейманом. У 2001 році лінгвістичні рукописи Петерсона разом з оригінальними версіями його віршів і щоденників були опубліковані в естонсько-німецькому двомовному виданні, яке, також, включало кілька нових перекладів.

## Пам'ять
У 1983 році Крістіану Яаку Петерсону на горі Тоомемягі в місті Тарту був встановлений пам'ятник. Його авторами виступили Яак Соанс і Аллан Мурдмаа.
День народження письменника 14 березня відзначається на національному рівні з 1996 року, а з 1999 року він, також, відзначається як національний День рідної мови.
У 2014 році в результаті злиття чотирьох навчальних закладів була створена нова гімназія, яка була названа на честь Крістіана Яака Петерсона.